# Passerelle du parc d'Osseghem
Le parc d’Osseghem a été conçu par l’architecte paysagiste Jules Buyssens pour l’exposition universelle de 1935. L’étang situé au centre du parc devait être traversé par une passerelle, conçue à cette occasion. 
La structure primaire de cet ouvrage d’art est un voile en béton armé de 40 cm d’épaisseur et de 4 m de large possédant un profil en arc. Cette forme en arc permet à la passerelle d’atteindre les 35 m nécessaires à la traversée de l’étang en gardant une grande légèreté. La dalle de tablier vient s’appuyer sur cette voûte par l’intermédiaire de deux rangées de montants de section carrée. Ceux-ci viennent compléter cette structure entièrement en béton armé. Les charges provenant du tablier sont ainsi transmises au voile via les montants puis sont transmises aux culées par compression de la voûte.

## Notes et références

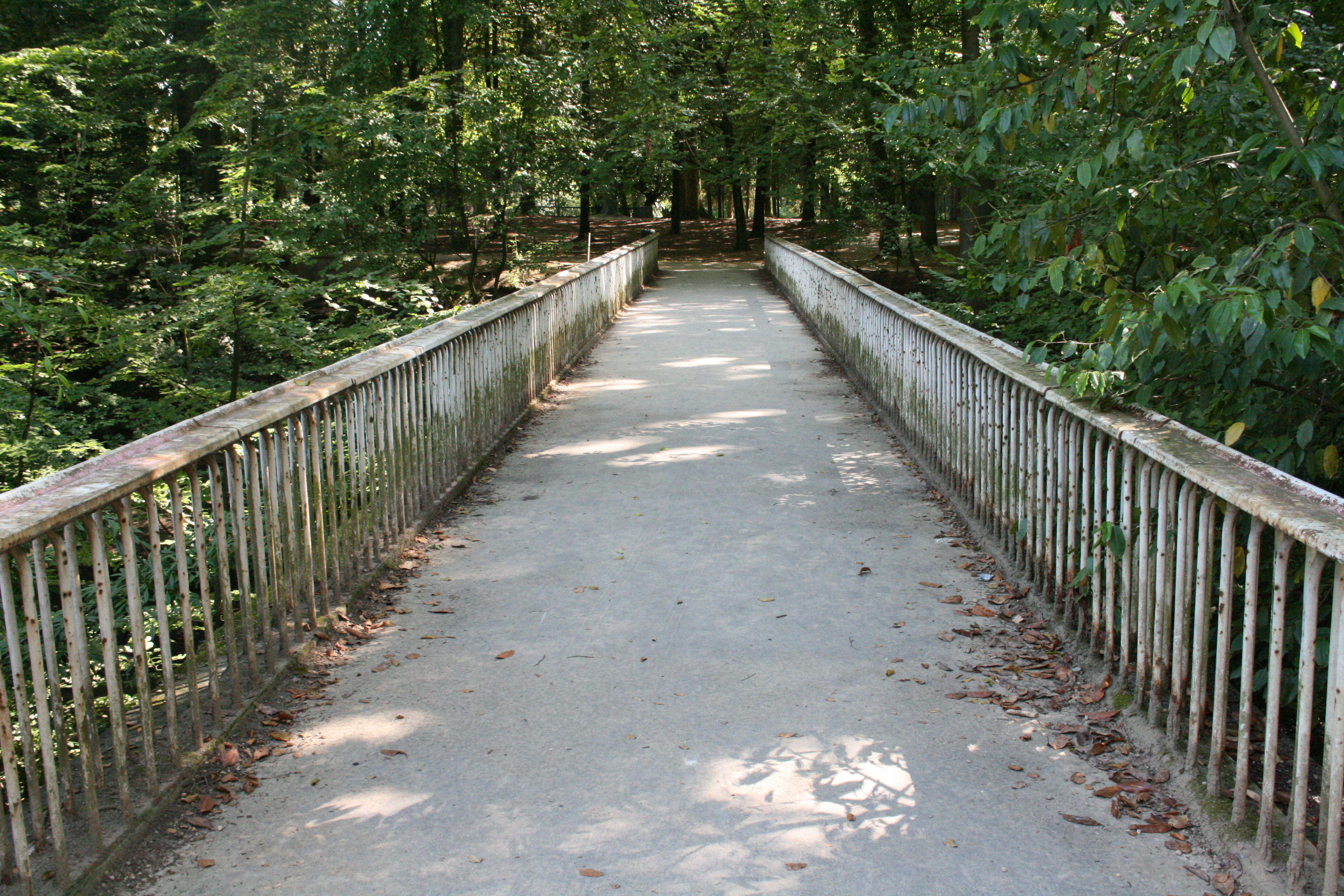
vue du dessus
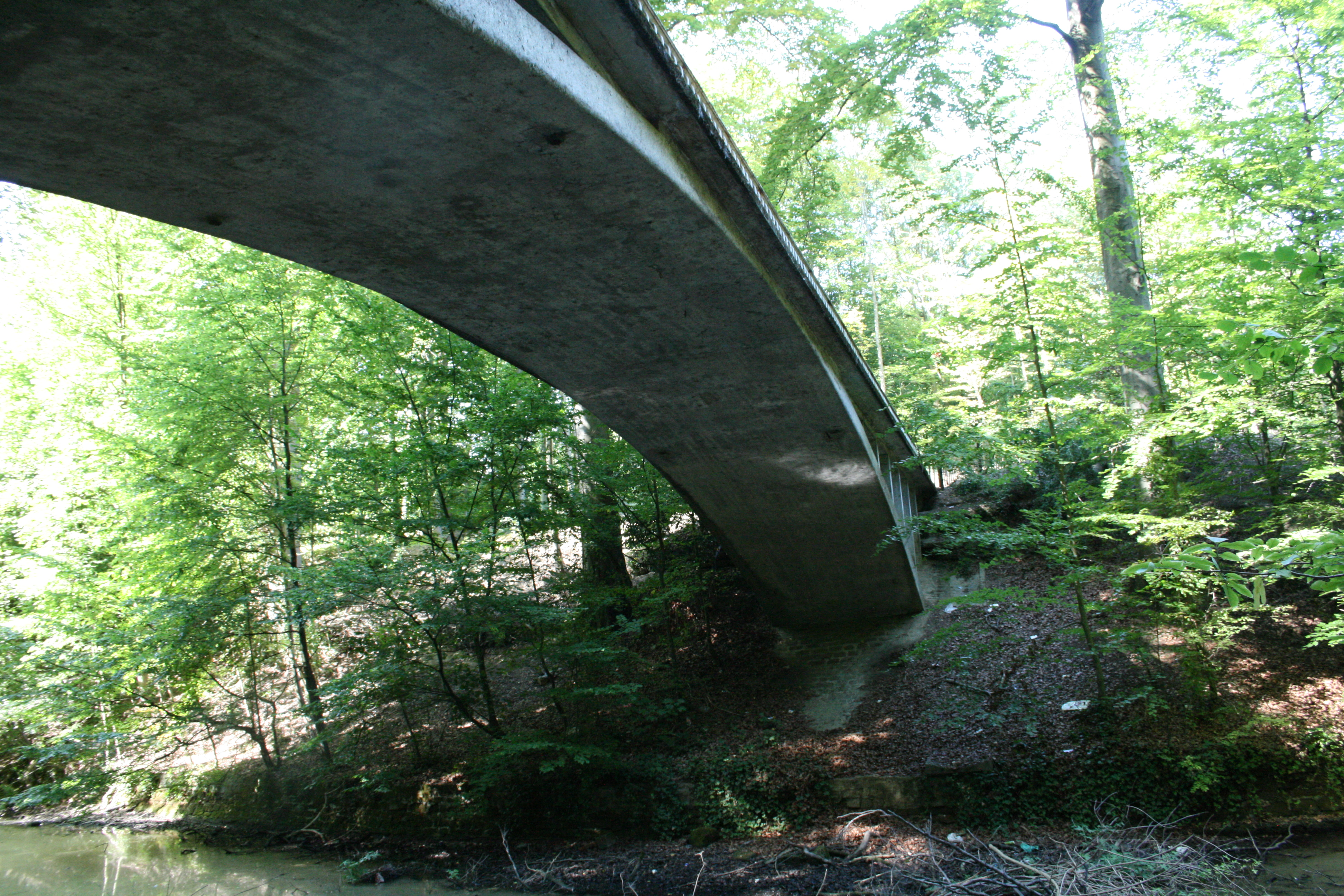
vue de l'arc
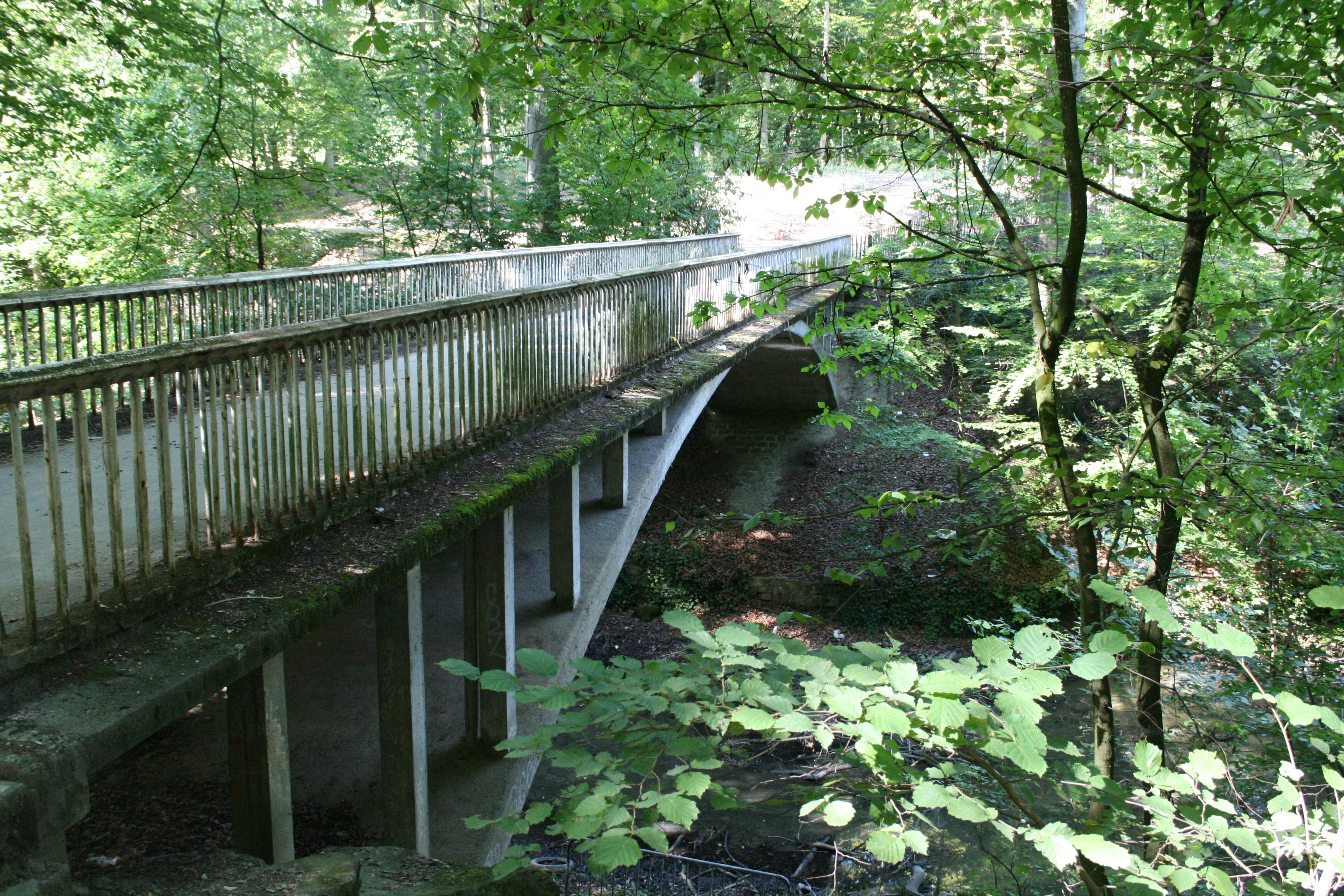
vue latérale
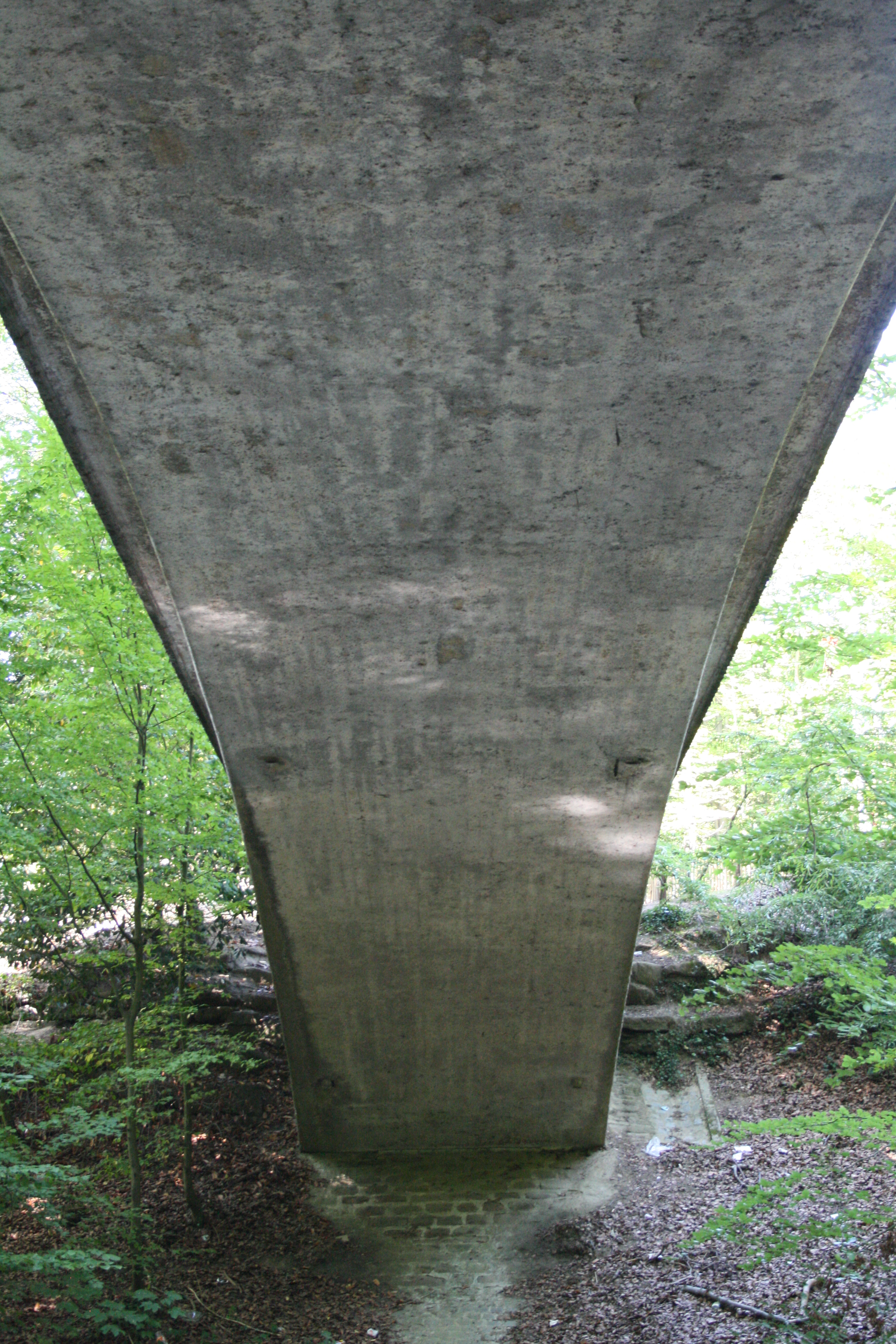
vue d'en-dessous